# Liphistius lordae
Liphistius lordae PLATNICK & SEDGWICK, 1984 è un ragno appartenente al genere Liphistius della Famiglia Liphistiidae.
Il nome del genere deriva dalla radice prefissoide greca λιπ-, lip-, abbreviazione di λιπαρός, liparòs cioè unto, grasso, e dal sostantivo greco ἰστίον, istìon, cioè telo, velo, ad indicare la struttura della tela che costruisce intorno all'apertura del cunicolo.
Il nome proprio deriva dalla signora Pauline Lord, che ha di molto facilitato l'aracnologo Sedgwick nel lavoro sul campo in particolare per gli esemplari di questa specie.

## Caratteristiche
Ragno primitivo appartenente al sottordine Mesothelae: non possiede ghiandole velenifere, ma i suoi cheliceri possono infliggere morsi piuttosto dolorosi
Questa specie è simile alla L. birmanicus: in entrambe il gambo posteriore dei genitali femminili interni si restringe, ma le femmine di L. lordae si possono distinguere per la presenza di due anziché quattro lobi anteriori sulla superficie ventrale del poreplate (area dei genitali femminili interni coperta da una zona priva di pori).
Il bodylenght (lunghezza del corpo senza le zampe), esclusi anche i cheliceri è di 13,7 millimetri nelle femmine, dal colore bruno chiaro con marcature più scure lungo i margini anteriore e laterale, che formano un disegno simile ad una "W", i cui margini arrivano fino ai tubercoli oculari. Il cefalotorace è più lungo che largo, circa 6,3 x 5,3 millimetri. I cheliceri hanno 14 denti, nelle femmine, al margine anteriore delle zanne. Le zampe sono bruno oliva, più scuro lungo i femori e le tibie. L'opistosoma è anch'esso più lungo che largo, circa 7,3 x 5,4 millimetri, nelle femmine.
Nell'ambito del genere Liphistius si distinguono due gruppi principali per la morfologia dei genitali interni femminili. Il gruppo di cui fa parte questa specie ha il ricettacolo ventrale stretto e limitato alla parte centrale del poreplate, proprietà condivisa con L. birmanicus, L. bristowei, L. trang, L. yangae, L. langkawi, L. murphyorum, L. desultor e L. sumatranus.

## Comportamento
Costruiscono cunicoli nel terreno profondi fino a 60 centimetri e tengono chiuso l'ingresso del cunicolo con una porta-trappola piuttosto rudimentale. Intorno all'apertura tessono 7-8 fili molto sottili e appiccicaticci in modo da accorgersi se qualche preda si sta avvicinando e, approfittando dei momenti in cui vi è invischiata, balzano fuori e la catturano. Vivono molti anni anche in cattività.

## Distribuzione
Rinvenuta nella parte orientale del Myanmar, in particolare sul monte Taunggyi nello Stato Shan.